# エーゴセクシュアル
エーゴセクシュアル（英語: aegosexuality）とは、性的興奮を経験したり性的なコンテンツや自慰や性的空想を楽しんだりすることはあるが、誰かと性交渉したいという欲望や性的関係を築きたいという欲望は持たないというセクシュアリティである。自己無関与性愛と訳されることがある。アセクシュアル・スペクトラムに含まれる。同様の恋愛的指向はエーゴロマンティック（英語: aegoromanticism）と呼ばれる。

## 歴史と語源
このようなセクシュアリティを指す造語として、性科学者のアンソニー・ボガートは、「当人の自己／アイデンティティ（auto）のない（choris）セックス」という意味のオートコーリスセクシュアル（英語: autochorissexualism）を考案した。ただしオートコーリスセクシュアルはパラフィリア分類のための用語であるため、当事者が自認するラベルとしてはエーゴセクシュアルが使われている。

## 研究
エーゴセクシュアルに関する研究は、アセクシュアルの多様さを示すものであるほか、性的空想と自己アイデンティティの関係の多様さを示すものである。また、エーゴセクシュアルの人々は恋愛伴侶規範や対人性愛中心主義のもとで周縁化されることがある。
Thom Winter-GrayとNikki Hayfieldらの調査によれば、エーゴセクシュアルの人々のなかには、性的空想をすることから「自分は十分にアセクシュアル的ではない」と感じる人もいる一方で、性的空想と自分のアイデンティティが切り離されて経験されるのでアセクシュアルとしてのアイデンティティとの衝突を感じないという人もいる。
エーゴセクシュアルの人々のなかには、自身の好むものがフィクションであるということを強調するために、フィクトセクシュアルだと名乗っている人もいる。日本におけるフィクトセクシュアル言説を分析した松浦優の研究によれば、エーゴセクシュアル的なフィクトセクシュアルの人々からは「性的創作物は人間同士の性愛と比べて副次的なものにすぎない、という対人性愛中心主義的な認識」に対する批判が提起されている。